# 周代城邦論
周代城邦論是指古代中國於西周時期至春秋時期的國家型態為城邦，而國人在城邦中的政治、社會經濟及軍事均扮演重要角色。此時儘管政治權力為世襲的封建貴族壟斷，城中的國人仍然能以平民身分參政，甚至在關鍵時刻影響政局走向。這一特殊現象隨著春秋晚期至戰國初期以降編戶齊民引發的社會變革出現而逐漸消失。

## 簡介
「周代城邦論」是由台灣歷史學家杜正勝先生在《周代城邦》（1979年）所提出。周代城邦論的兩大特色為「城邦」與「國人」。城邦指的是西周時期至春秋時期古代中國的國家型態，國人則是指居住在城內，負擔兵役及勞動生產的平民。國人往往與邦國國君以及貴族存在血緣關係。在城邦當中的世襲封建貴族固然身分尊貴，然而國人因有兵役、農業生產的職責，仍保留的相當的參政權利。
不過，這一學說近年則遭受挑戰。李峰先生認為城邦國家的型態僅存在於春秋時代的特定小國，西周時期的國家型態為「權力代理的親族邑制國家」。邦國政治權力主要仍掌握在貴族手中，而貴族的政治權力分配原理則是透過委任血親、親族，並以此權力結構掌握以邑為基本單位的社會經濟體系。此政治權力的委任理論上是暫時而非永久。
美国汉学家陸威儀先生則認為城邦國家在春秋時期出現，是基於西周崩潰後的特殊歷史時空。此外，他指出國人參政並不意味當時已存在民主政治。國人能夠享有政治權利，原因在於封建貴族需要國人作為兵力來源，國人往往因為這層因素，確實對於邦國政治議題具有發言權。但是這一權利並未受任何明文化的制度保障國人參政權，或是限制執政大夫權力的規範。邦國內的執政大夫與職官分配，依然是由世襲的封建貴族所把握，輪流執政，如魯之三桓、鄭之七穆。